# Johan av Österrike den yngre
Juan José de Austria den yngre, född 7 april 1629, 17 september 1679, var naturlig son till Filip IV av Spanien och Maria Calderón.
Han erkändes 1642 av fadern och blev infant. Juan José kuvade som 18-åring Masaniellos uppror i Neapel. År 1656 blev han generalguvernör i de Spanska Nederländerna, och led som sådan nederlag mot Turenne i slaget vid dynerna 1658. Senare förde Juan José en tid befälet i kriget mot Portugal, till en början med framgång men blev sedan besegrad i slaget vid Schomberg 1663. I onåd vid hovet efter faderns död, fick Juan José sedan brodern Karl II blivit myndig åter stort inflytande, men avled kort därpå.